# Mathilde Vigneres
Mathilde Vigneres (19 de octubre de 2000) es una deportista francesa que compite en natación sincronizada. Ganó dos medallas de bronce en el Campeonato Europeo de Natación de 2022.

## Palmarés internacional
| Campeonato Europeo | Campeonato Europeo | Campeonato Europeo | Campeonato Europeo |
| Año                | Lugar              | Medalla            | Prueba             |
| ------------------ | ------------------ | ------------------ | ------------------ |
| 2022               | Roma (Italia)      | Medalla de bronce  | Equipo libre       |
| 2022               | Roma (Italia)      | Medalla de bronce  | Rutina especial    |